# Hans Bielenstein
Hans Henrik August Bielenstein, född 8 april 1920 i Stockholm, död 8 mars 2015 i New York, var en svensk sinolog och professor vid Columbia University, specialiserad på Handynastins historia.
Bielenstein gick på privatskola i Stockholm och tog examen där år 1939. Efter finska vinterkrigets utbrott tog han värvning i Svenska frivilligkåren som befäl.
Han studerade sinologi under Bernhard Karlgren vid Stockholms högskola och blev fil. mag. 1945 och tog licentiatexamen 1947. 1952 var han gästforskare vid University of California, Berkeley. Samma år blev han utnämnd till chef för School of Oriental Languages in Canberra University College i Canberra.
1961 flyttade han till Columbia University i New York och han var prefekt för avdelningen för Östasiens språk och kulturer 1969–1977.
Han mottog Guggenheim Fellowship 1967–1968, blev korresponderande ledamot av Kungliga Vitterhets Historie och Antikvitets Akademien 1980 och utsågs till Dean Lung professor i kinesiska vid Columbia 1985. Han gick i pension 1990.
Han förblev svensk medborgare hela sitt liv.

## Verk i urval
- Bielenstein, Hans (1953) (på engelska). The restoration of the Han dynasty: with prolegomena on the historiography of the Hou Han Shu. Stockholm: [H. Bielenstein]. Libris 814664
- Bielenstein, Hans (1980) (på engelska). The bureaucracy of Han times. Cambridge studies in Chinese history, literature and institutions, 99-0114062-5. Cambridge. Libris 5010744. ISBN 0-521-22510-8
- Bielenstein, Hans. (2005) (på engelska). Diplomacy and trade in the Chinese world, 589-1276 [Elektronisk resurs]. Handbook of Oriental studies, Section 4, China, 0169-9520 = Handbuch der Orientalistik. Leiden ; Boston: Brill. Libris 10572011